# Миколаївський міжміський автовокзал
Миколаївський міжміський автовокзал (АВ-1) — центральний автовокзал міста Миколаєва, входить до складу ПАТ «Миколаївське обласне підприємство автобусних станцій» (МОПАС). На автовокзал прибувають та відправляються автобуси у міжміському, міжнародному та приміському сполученні.

## Будівля вокзалу
На початку XX століття, на місті Миколаївського міжміського автовокзалу було розташоване міське сміттєзвалище.
Будівля автовокзалу складається з трьох поверхів. За радянських часів архітекторам було поставлено завдання показати не зовнішню красу об'єкта, а внутрішню функціональність. Зведена за проєктом миколаївського архітектора Є. Я. Кіндякова та інженера П. І. Крейцерової на початку 1970-х років. Фахівці чітко продумали організацію руху пасажирських та транспортних потоків. Планування автовокзалу досить просте.
Громадський міський транспорт, який сполучає автовокзал з іншими районами Миколаєва, підходить з боку Богоявленського проспекту. З тильного боку будівлі розташовані платформи рейсових автобусів.
Простий призматичний об'єм автовокзалу вирішено досить традиційно для свого часу — потужний вітраж, розчленований слабко вираженими сонцезахисними ребрами, позбавлені будь-яких деталей глухі бічні стіни. Так само просто і раціонально вирішене і планування. Перший поверх виконує функції транзитного — через нього є можливість потрапити до посадкових перонів. Тут же розташовуються широкі сходи, що ведуть до цокольного приміщення до камер зберігання, в зали чекання другого поверху і далі на третій поверх, де розміщувалися кімнати відпочинку (нині — займають торгові площі). Концентрація цих функціональних частин автовокзалу в єдиному блоці дозволила вирішити проблему, що стояла перед архітекторами при проектуванні споруд такого типу — уникнути скупченості людей на обмеженій площі.